# The News International
Pour les articles homonymes, voir The News.
The News International ou The News est un journal pakistanais de langue anglaise. Il est le journal en anglais le plus diffusé du pays. Il est détenu par le groupe Jang, groupe indépendant qui possède d'autres journaux importants.
En 2004, il était diffusé à 140 000 exemplaires par jour. Il rivalise avec un autre journal de langue anglaise, Dawn.